# 마르가레타 폰 발데크빌둥겐
마르가레타 폰 발데크빌둥겐(독일어: Margaretha von Waldeck-Wildungen, 1533년 - 1554년 3월 15일)은 16세기 독일의 백작영애다.
발데크 백국의 필리프 4세와 첫 부인 마르가레트(1500년 - 1537년)의 사이에 태어났다. 마르가레트는 키르크제나가 사람으로 동프리슬란트 백작 에트차르트 1세의 딸이었다.
바트빌둥겐 시에 보존된 문서에 따르면 미모로 유명했다고 한다.:33 친모가 1537년 사망하고 1539년부터 엄한 계모 카타리나 폰 하츠펠트(1510년 - 1546년) 밑에서 자랐다. 그 뒤에는 필리프 3세 폰 나사우바일부르크 백작의 궁정에서 자랐다.
1545년, 지벵게비르게(“일곱 야산”)를 거쳐 외삼촌 요한 키르크제나가 다스리는 발켄부르크 성관(오늘날의 네더란드 림뷔르흐 소재)에 가서 살았다.:31-32 1549년, 부친 필리프 4세는 마르가레타를 브뤼셀의 마리아 여대공의 궁정으로 보냈다. 마리아 여대공은 합스부르크령 저지대의 총독이자 신성로마황제 카를 5세의 누이였다. 마르가레타가 마리아 여대공의 궁정으로 보내진 것은 필리프 4세가 황실과의 관계 개선을 도모하고, 또한 슈말칼덴 전쟁에서 붙잡혀 브뤼셀에 투옥된 필리프 1세 폰 헤센 방백의 석방을 도모하기 위한 것이었다.:33
브뤼셀 궁정에서 마르가레타는 여러 남자들에게 구혼을 받으며 피로해졌다. 마르가레타에게 구혼한 남자들로는 라모랄 폰 에그몬트 백작 등이 있으며, 1549년 고모를 방문한 필리프 태자도 몇달간 마르가레타를 쫓아다녔다는 전승이 있다. 하지만 마르가레타는 루터교도였기에 실제로 태자가 그녀에게 구혼했을 가능성은 낮다.:35 마르가레타가 아버지에게 보낸 편지가 세 통 남아 있는데, 브뤼셀에서 지내며 건강이 점차 악화되었음을 보여준다. 결국 1554년 3월 21세의 나이로 요절했다.:40 발데크의 연대기에서는 마르가레타가 독살당했을 것이라고 암시하고 있다. 시신은 브뤼셀에 매장되었으며 그 묘지 자리에는 지금 플라스 드 라 부르스가 들어서서 무덤을 찾을 수 없다.
Eckhard Sander는 Schneewittchen: Märchen oder Wahrheit?라는 책에서 마르가레타가 백설공주의 원형이 된 존재라는 설을 제기했다. 하지만 전문 학자들은 그럴 가능성이 낮은 것으로 본다.